# Pheidole aberrans
Pheidole aberrans är en myrart som beskrevs av Mayr 1868. Pheidole aberrans ingår i släktet Pheidole och familjen myror.

## Underarter
Arten delas in i följande underarter:
- P. a. aberrans
- P. a. diversiceps
- P. a. fartilia
- P. a. minensis
- P. a. mutica
- P. a. obscurifrons
- P. a. weiseri

## Bildgalleri

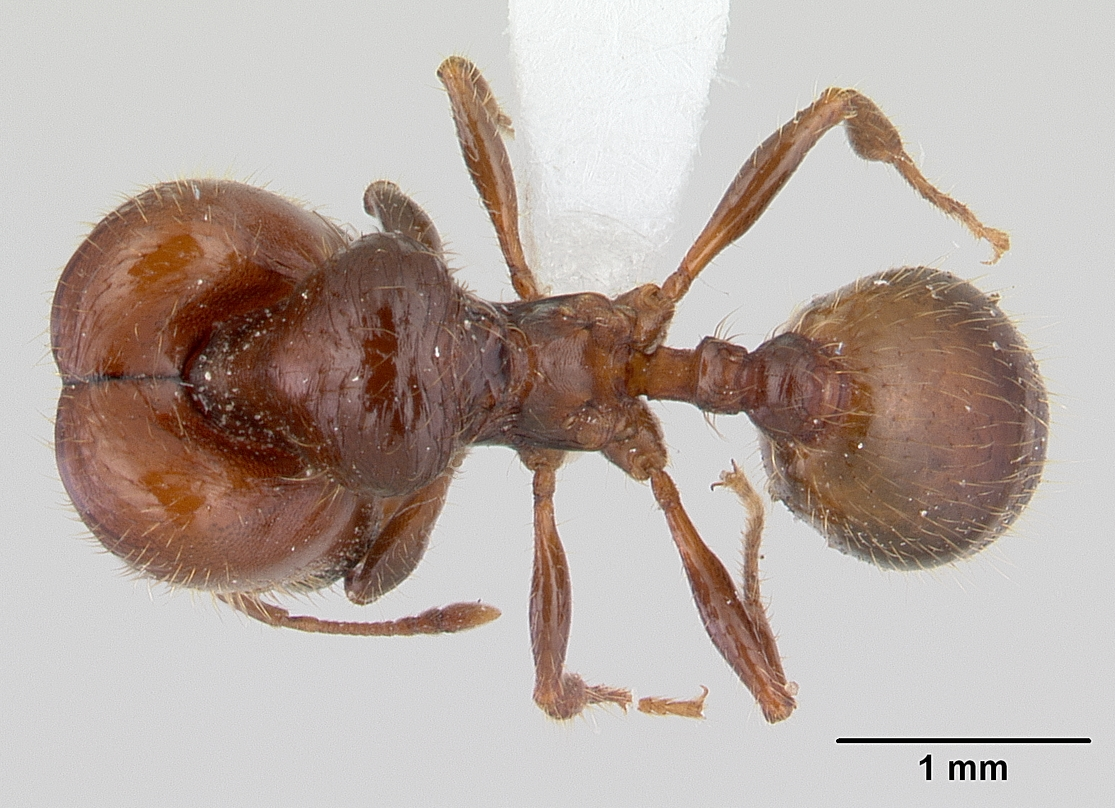
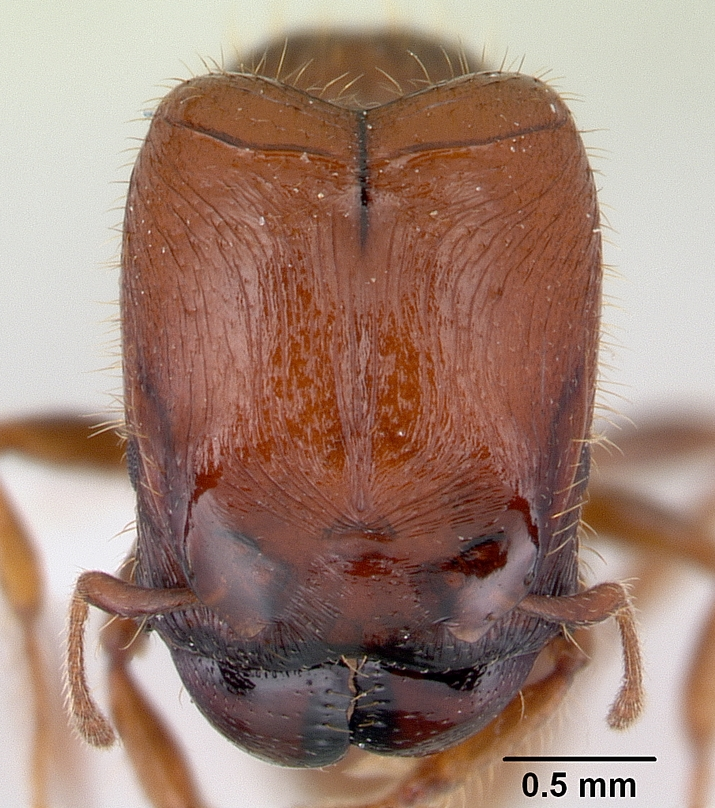
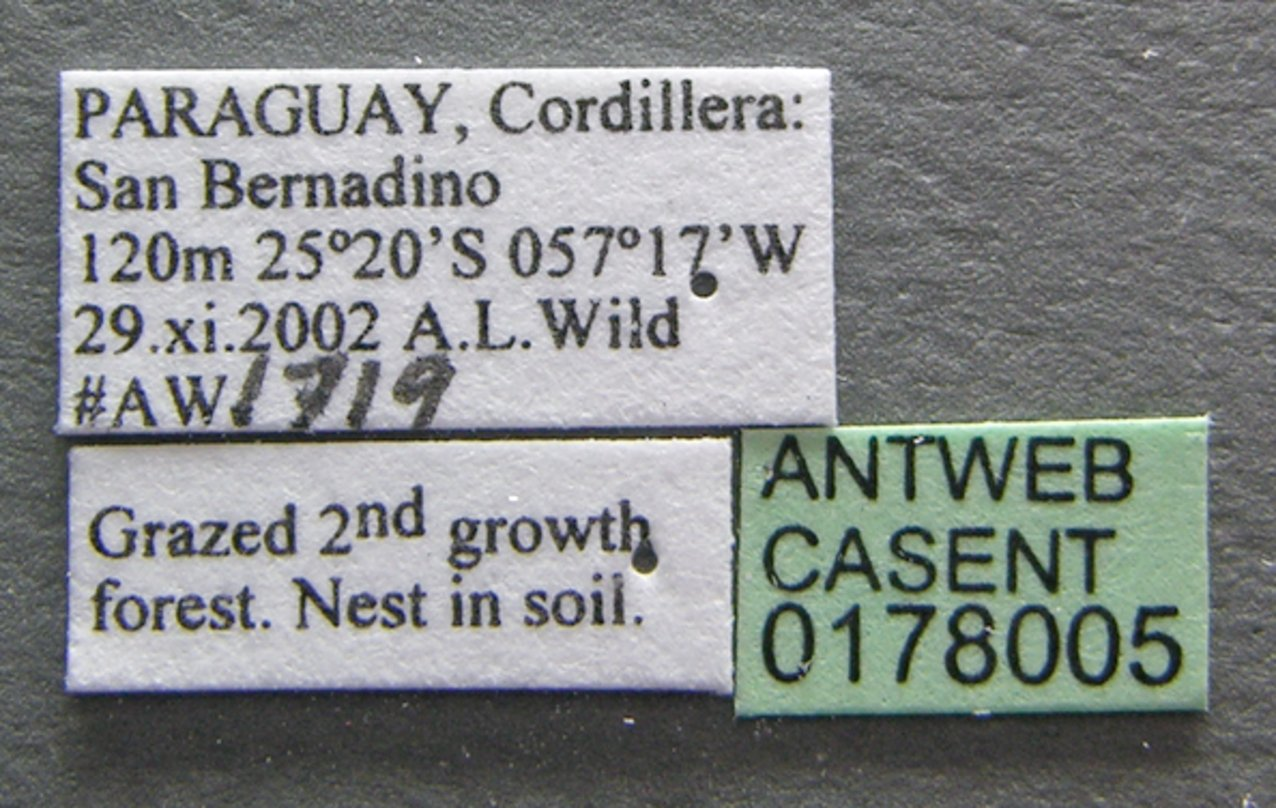
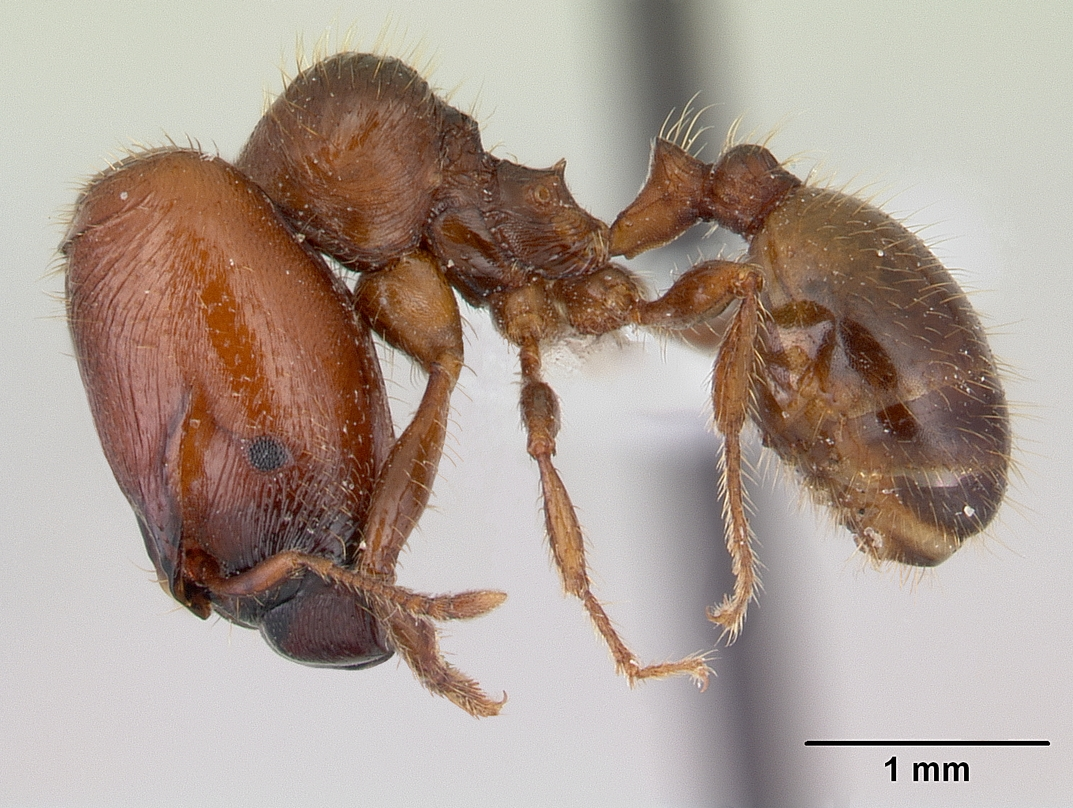
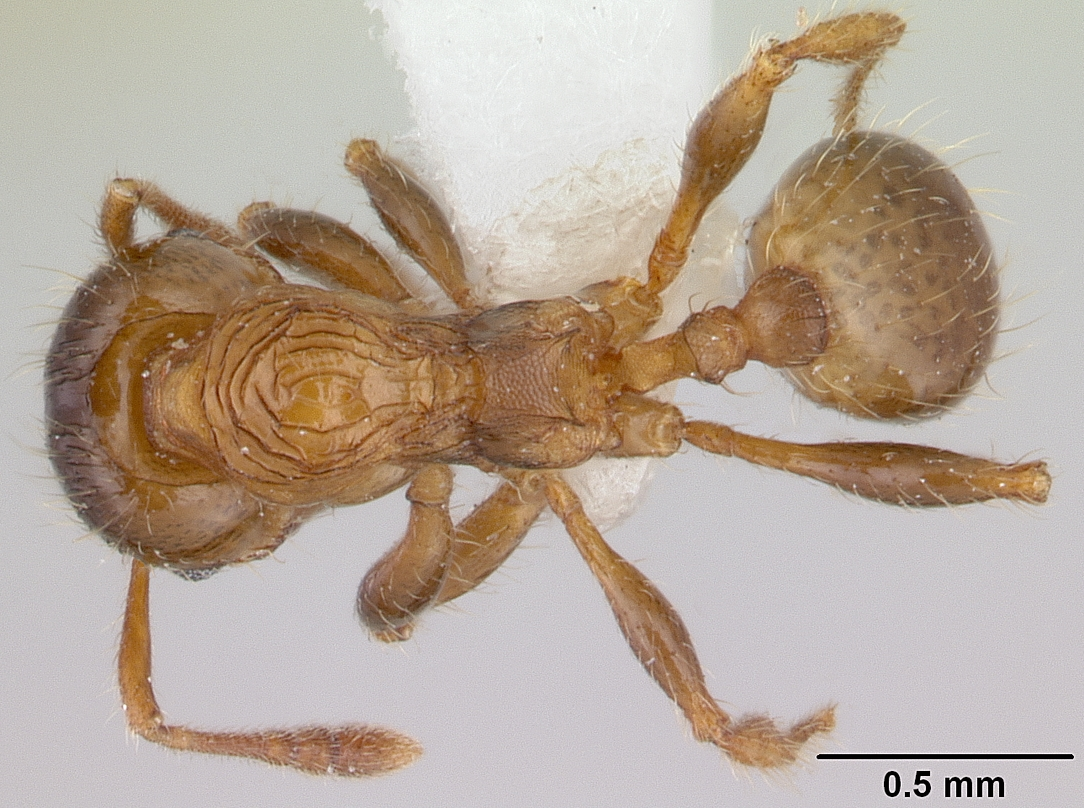
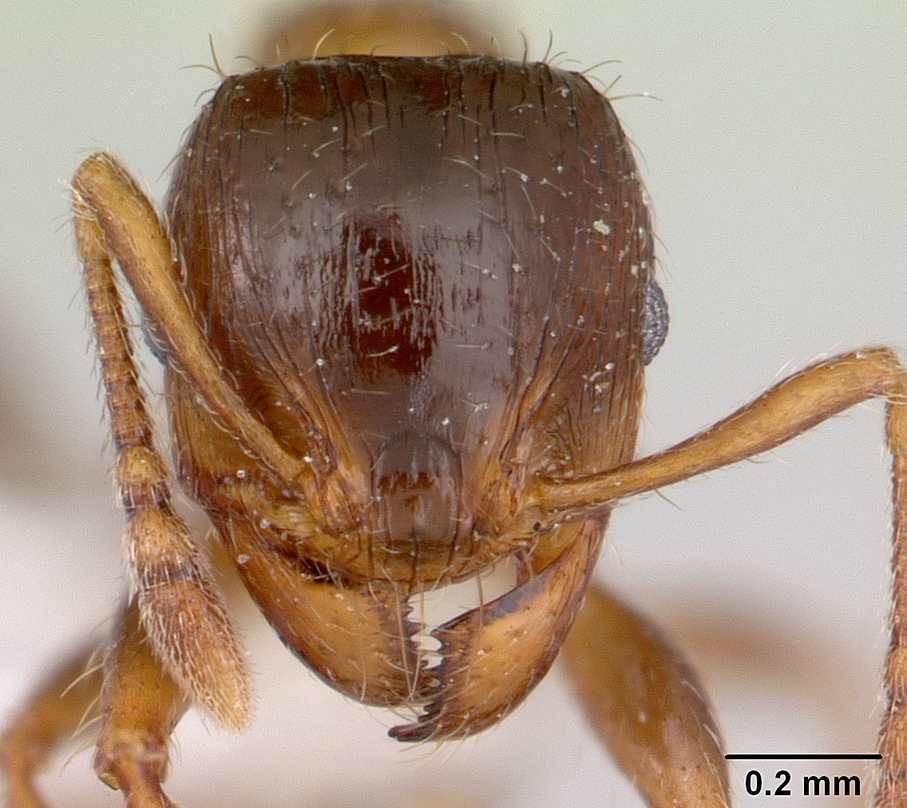